# Vilardebèla
Vilardebèla (en francès Villardebelle) és un municipi francès situat al departament de l'Aude i a la regió d'Occitània.